# Chuck Tingle
Chuck Tingle es un autor seudónimo principalmente de literatura erótica gay de nicho. Sus historias toman la forma de erótica de monstruos, con encuentros románticos y sexuales con dinosaurios, criaturas imaginarias, objetos inanimados antropomorfizados e incluso conceptos abstractos. Chuck autopublica sus obras a través de Amazon: principalmente como libros electrónicos, pero también como libros de tapa blanda y audiolibros.
En 2016, su relato Space Raptor Butt Invasion fue finalista de los Premios Hugo. En los premios del año siguiente, fue finalista al premio al Mejor Escritor Aficionado.

## Carrera
Tingle comenzó a autopublicar ficción erótica a través del servicio de libros electrónicos de Amazon en 2014, con los títulos My Billionaire Triceratops Craves Gay Ass, Pounded by President Bigfoot y Taken by the Gay Unicorn Biker. Su obra incluye encuentros eróticos con personificaciones de objetos inanimados, como I'm Gay for My Living Billionaire Jet Plane y Creamed in the Butt by My Handsome Living Corn. Otros títulos presentan conceptos abstractos como compañeros sexuales o incluyen referencias metatextuales, como Angry Man Pounded by the Fear of His Latent Gayness over a Dinosaur Transitioning into a Unicorn, Slammed in the Butt by My Hugo Award Nomination y Pounded in the Butt by My Book "Pounded in the Butt by My Book 'Pounded in the Butt by My Book "Pounded in the Butt by My Own Butt"'" (en referencia a una serie de publicaciones anteriores). Tingle a menudo incorpora noticias de actualidad o personajes públicos en sus títulos, utilizando nombres que suenan o se parecen, como Domald Tromp's Ass is Haunted by the Handsome Ghost of His Incriminating Tax Returns y Billionaire Elons Mugg Takes the Handsome Planet Mars in his Butt.
Tingle se refiere a sus historias como "Tinglers". Aunque suelen estar protagonizadas por parejas masculinas aparentemente cisgénero, las historias también incluyen personajes bisexuales, lesbianas y trans. Tingle hace hincapié en la consensualidad de los encuentros, y las historias terminan felizmente con "una moraleja optimista y filosófica sobre el amor y la unión".
Tingle afirma que utiliza el programa Photoshop para crear las portadas de sus libros, en las que suele aparecer una foto de un hombre musculoso y con el torso desnudo yuxtapuesta a una imagen de la entidad cuyas aventuras sexuales aparecen en la historia.
En 2019, Tingle fue uno de los invitados especiales presentados en un livestream benéfico en Twitch para la organización benéfica británica de apoyo a jóvenes transgénero Mermaids, organizado por el YouTuber Hbomberguy. Pocos días después, Tingle publicó un libro titulado Pounded in the Butt By the Handsome Sentient Manifestation of My Twitch Stream.

### Nominaciones a los premios Hugo
En 2016, su obra Space Raptor Butt Invasion fue finalista del Premio Hugo al Mejor Relato Corto. Esto se debió a una campaña de votación de los "Rabid Puppies" de derecha alternativa, una facción de la campaña Sad Puppies que se oponía a la diversidad y la "corrección política" en los Premios Hugo. Sin embargo, Tingle renegó de la campaña, diciendo a través de su cuenta de Twitter que era obra de "demonios" y que Zoë Quinn aceptaría el premio en su nombre si ganaba. Posteriormente publicó Pounded in the Butt by My Hugo Award Loss. En 2017, fue finalista de un segundo Premio Hugo, esta vez al Mejor Escritor Aficionado, y más tarde publicó Pounded in the Butt by My Second Hugo Award Nomination.

### Publicación mainstream
En julio de 2022, Tor Books firmó con Tingle un contrato de dos libros bajo su sello de terror Nightfire. Camp Damascus se publicó en julio de 2023 y Bury Your Gays en 2024. Camp Damascus alcanzó el número 32 en la lista de libros más vendidos de USA Today el 26 de julio de 2023.

## Otros proyectos
En 2016, Zoë Quinn anunció que junto con Tingle estaba desarrollando un videojuego de aventuras erótico con el título provisional Project Tingler. El juego se llamó finalmente "Kickstarted in the Butt: A Chuck Tingle Digital Adventure" y en octubre de 2016 se inició una campaña en Kickstarter en la que se pedían 69.420 dólares para financiar el proyecto. El juego recaudó más de 85.000 dólares de 2.450 patrocinadores en un par de semanas.
Durante la campaña presidencial de Donald Trump en 2016, Tingle creó el sitio web TrumpDebateFacts.com, que pretendía comprobar varias afirmaciones imaginarias de Trump, en su mayoría intentos de ocultar los supuestos orígenes no humanos de Trump (tal como "No soy una masa de cangrejos mal disfrazada que lleva la piel de un humano hinchado"). Tingle también publicó varias novelas satíricas protagonizadas por "Domald Tromp [sic]", entre ellas Slammed In The Butt By Domald Tromp's Attempt To Avoid Accusals Of Plagiarism By Removing All Facts Or Concrete Plans From His Republican National Convention Speech.
En 2018, lanzó un pódcast titulado Pounded in the Butt By My Own Podcast, basado en las obras de Tingle, en asociación con los productores de Welcome to Night Vale, un pódcast de terror y fantasía. Cada episodio es una versión en audiolibro de una de las novelas cortas de Tingle, a menudo leída por un antiguo alumno del podcast Night Vale (entre ellos Cecil Baldwin y Mara Wilson). My Friend Chuck, un pódcast copresentado por Tingle y la escritora y comediante McKenzie Goodwin, se emitió entre 2019 y 2020.
Tingle ha sido un firme defensor de los derechos de los transexuales. En 2020 empezó a publicar sátiras de la serie Harry Potter en las que aparecía la "maga trans Harriet Porber" en respuesta a las posturas de J. K. Rowling en contra los derechos de los transexuales. En 2022, compró el dominio governorabbott.com y lo utilizó para protestar contra las políticas del gobernador de Texas, Greg Abbott, que afectaban a las personas transgénero.

## Vida personal
Poco se ha confirmado sobre la identidad de Tingle más allá del hecho de que "Chuck Tingle" es un seudónimo. Una foto presentada como retrato de Tingle se encontró en un sitio web de fotos de archivo. Cuando se presenta en persona, Tingle mantiene su anonimato llevando gafas de sol sobre un saco rosa en la cabeza que tiene escrito con rotulador negro "love is real" (en español: el amor es real).
Tingle se presenta a sí mismo como un gran maestro de taekwondo bisexual que nació en Home of Truth, Utah (una ciudad fantasma establecida en 1933 como comuna religiosa y abandonada en 1977), obtuvo un doctorado en masaje holístico en la Universidad DeVry (la cual no ofrece dicho título) y ahora vive en Billings, Montana. En su cuenta de Facebook y en su página web dice que es autista y que tiene un hijo llamado Jon.
En 2016, una persona que se identificó como Jon afirmó en una sesión de Reddit "Ask Me Anything" que edita el trabajo de su padre para su publicación y que cuida de él. La persona hizo una serie de afirmaciones que no han sido confirmadas o han sido negadas por el propio Tingle, incluyendo que Tingle es un sabio y que el antropomorfismo que se encuentra en muchas de las obras de Tingle refleja "problemas de identidad que ha estado trabajando durante toda su vida".
Tingle muestra tics verbales distintivos, como referirse constantemente a Jon como "hijo nombre de Jon" y llamar a sus fans "buckaroos" o "ladybucks".

## Publicaciones

### Novelas
- Helicopter Man Pounds Dinosaur Billionaire Ass (A Novel) (2015)
- Straight (2021)
- Camp Damascus (2023)[37]

### Nouvelles románticas
- My Billionaire Triceratops Craves Gay Ass (2014)
- Taken By The Gay Unicorn Biker (2014)
- I'm Gay For My Living Billionaire Jet Plane (2015)
- Glazed By The Gay Living Donuts (2015)
- Bigfoot Sommelier Butt Tasting (2015)
- Space Raptor Butt Invasion (2016)
- Pokebutt Go: Pounded By 'Em All (2016)
- Slammed In The Butthole By My Concept Of Linear Time (2016)
- Bisexual Mothman Mailman Makes A Special Delivery In Our Butts (2020)
- I Have No Butt And I Must Pound (2021)
- Pounded In The Butt By My Handsome Sentient Library Card Who Seems Otherworldly But In Reality Is Just A Natural Part Of The Priceless Resources Our Library System Provides (2022)

Parodia de Harry Potter
- Trans Wizard Harriet Porber And The Bad Boy Parasaurolophus: An Adult Romance Novel (2020)
- Trans Wizard Harriet Porber And The Theater Of Love: An Adult Romance Novel (2021)
- Buttception: A Butt Within A Butt Within A Butt (2015)
- Pounded In The Butt By My Book "Pounded In The Butt By My Own Butt" (2015)
- Turned Gay By The Existential Dread That I May Actually Be A Character In A Chuck Tingle Book (2016)
- Living Inside My Own Butt For Eight Years, Starting A Business And Turning A Profit Through Common Sense Reinvestment And Strategic Targeted Marketing (2016)
- Slammed In The Butt By My Hugo Award Nomination (2016)
- Pounded In The Butt By My Constantly Changing Thoughts On The Ongoing Mystery Of Chuck Tingle's Real Identity (2016)
- Pounded In The Butt By My Book "Pounded In The Butt By My Book 'Pounded In The Butt By My Book "Pounded In The Butt By My Book 'Pounded In The Butt By My Book "Pounded In The Butt By My Own Butt"'"' (2017)
- Pounded in the Butt By the Handsome Sentient Manifestation of My Twitch Stream (2019)

#### Sátira
- Oppressed In The Butt By My Inclusive Holiday Coffee Cups (2015)
- Pounded By The Pound: Turned Gay By The Socioeconomic Implications Of Britain Leaving The European Union (2016)
- Domald Tromp Pounded In The Butt By The Handsome Russian T-Rex Who Also Peed On His Butt And Then Blackmailed Him With The Videos Of His Butt Getting Peed On (2017)
- My Handsome Sentient Face Mask Protects Me Despite The Ridiculous Conspiracy Theories That He Won't Also He Pounds My Butt (2020)
- Not Pounded By Romance Wranglers Of America Because Their New Leadership Is From The Depths Of The Endless Cosmic Void (2020)

Autorreferencial
- Buttception: A Butt Within A Butt Within A Butt (2015)
- Pounded In The Butt By My Book "Pounded In The Butt By My Own Butt" (2015)
- Turned Gay By The Existential Dread That I May Actually Be A Character In A Chuck Tingle Book (2016)
- Living Inside My Own Butt For Eight Years, Starting A Business And Turning A Profit Through Common Sense Reinvestment And Strategic Targeted Marketing (2016)
- Slammed In The Butt By My Hugo Award Nomination (2016)
- Pounded In The Butt By My Constantly Changing Thoughts On The Ongoing Mystery Of Chuck Tingle's Real Identity (2016)
- Pounded In The Butt By My Book "Pounded In The Butt By My Book 'Pounded In The Butt By My Book "Pounded In The Butt By My Book 'Pounded In The Butt By My Book "Pounded In The Butt By My Own Butt"'"' (2017)
- Pounded in the Butt By the Handsome Sentient Manifestation of My Twitch Stream (2019)

Recopilaciones
- Scary Stories To Tingle Your Butt: 7 Tales Of Gay Terror (2015)
- Space Raptor Butt Trilogy (2016)
- Not Pounded By Anything: Six Platonic Tales Of Non-Sexual Encounters (2019)
- Scary Stories To Tingle Your Lesbian Butt: Seven Tales Of Ladybuck On Ladybuck Terror (2020)
- Pounded By The Classics: Seven Literary Tales Of The Tingleverse (2021)

### Otros
- "Select your own timeline" adventures: Escape From The Billings Mall (2020), Expedition to the Frozen Lake (2021) [+4 others]
- Guides: Dr. Chuck Tingle's Complete Guide To Romance (2015), Sport (2016), The Void (2017), Film (2017), Time (2018)
- Dr. Chuck Tingle's Adult Coloring And Activity Book For True Buckaroos (2017)
- The Tingleverse: The Official Chuck Tingle Role-Playing Game (2019)